# 14537 Týn nad Vltavou
14537 Týn nad Vltavou eller 1997 RL7 är en asteroid i huvudbältet som upptäcktes den 10 september 1997 av de båda tjeckiska astronomerna Miloš Tichý och Zdeněk Moravec vid Kleť-observatoriet. Den är uppkallad efter den tjeckiska staden Týn nad Vltavou.
Den tillhör asteroidgruppen Eunomia.